# Kohleferien
Als Kohleferien wird die außerplanmäßige zeitweise Schließung von Schulen und Universitäten zum Zwecke der Einsparung von Kohle und sonstigem Heizmaterial bezeichnet.
Der Begriff entstand bereits im Ersten Weltkrieg, als die Lehranstalten in kalten Wintern vorübergehend geschlossen wurden. In den Kriegsjahren 1941, 1942 und 1943 schlossen die Schulen mehrfach über mehrere Wochen. Dieses wiederholte sich in den kalten Wintern nach dem Zweiten Weltkrieg. Die Schulen blieben im Winter 1946/47 bis zu drei Monaten geschlossen. Mancherorts hatten die Schüler zweimal in der Woche in der ungeheizten Schule zu erscheinen, um Hausaufgaben in Empfang zu nehmen. Die Schließungszeiten waren örtlich unterschiedlich.
In neuerer Zeit werden Kohleferien an Universitäten im Zusammenhang mit dem Klimawandel diskutiert. In Göttingen verlängerte die Universität die „Ferien“ (Betriebsruhe) zum Januar 2007 um eine Woche. Zwischen Weihnachten und Neujahr zzgl. Brückentage werden alle Heizanlagen gedrosselt. Nur sicherheitsrelevantes Personal arbeitet (nach Bewilligung eines Ausnahmeantrages) und Gebäudeteile, in denen sich dieses primär aufhält werden auf Normalniveau geheizt. Kohleferien erlangten in der Energiekrise 2022 wieder Bedeutung.